# Marcin Turski
Marcin Turski (ur. 5 listopada 1973 w Warszawie, zm. 22 czerwca 2020) – polski kierowca rajdowy.
Przygodę ze sportami samochodowymi zaczął od tytułu mistrza w wyścigach samochodowych w roku 1995. Swój pierwszy sukces w rajdach osiągnął dwa lata później, zajmując pierwsze miejsce w Pucharze Cinquecento Sporting, dzięki czemu w 1998 zadebiutował w cyklu WRC na rajdzie Monte Carlo. W tym samym roku Toyotą Corollą uzyskał tytuł Mistrza Polski w klasie A-5. W sezonie 1999, wygrywając Rajd Warszawski, Rajd Elmot i Rajd Kormoran, wywalczył kolejne mistrzostwo, tym razem Peugeotem 106 Rally.
W 2001 powtórzył sukcesy na Rajdzie Warszawskim i Rajdzie Elmot oraz otrzymał specjalną nagrodę od kibiców za wygranie największej liczby odcinków w sezonie. W 2002 samochodem Subaru Impreza WRC zwyciężył w słynnym Kryterium Asów na ul. Karowej w Warszawie. W roku 2005 w barwach Subaru Poland Rally Team Turski ponownie uzyskał tytuł Mistrza Polski, tym razem w klasyfikacji zespołów sponsorskich. W 2007 wystartował w Rajdowych Samochodowych Mistrzostwach Polski w barwach Statoil Rally Team samochodem Subaru Impreza N12. Jego pilotem była wówczas Maja Szpotańska. Rok później pojawił się w Rajdzie Barbórka Fiatem Grande Punto S2000. W roku 2009 stanął na podium terenowego rajdu RMF Morocco Challenge, w którym wziął udział na motocyklu KTM 990 Adventure.
Statystyki rajdowe Marcina Turskiego na e-WRC

Zmarł 22 czerwca 2020 roku po długotrwałej walce z nowotworem jelita grubego.